# Anne George
Pour les articles homonymes, voir George.
Anne George, née le 4 décembre 1927 à Montgomery et morte le 14 mars 2001 à Birmingham dans l'Alabama (États-Unis), est une écrivaine et poète américaine. Ses écrits ne sont pas traduits en français.

## Biographie
Elle suit les cours de l'université Samford et de l'université de l'Alabama. Elle devient professeur, puis s'essaie à l'écriture, d'abord en publiant de la poésie et des courts textes, avant de donner plusieurs romans historiques. Elle démarre en 1996 une carrière d'auteur de roman policier avec la série Southern Sisters Mysteries, dont le premier volume est récompensé d'un prix Agatha du meilleur premier roman. Elle meurt en 2001 à l'âge de 73 ans.

## Œuvre

### Romans historiques et recueils de poésie
- Dreamer, Dreaming Me (1980)
- Wild Goose Chase (1982)
- Spraying Under the Bed for Wolves (1985)
- Some of it is True (1993)
- This One and Magic Life: A Novel of a Southern Family (1999)
- The Map that Lies Between Us (2000)

### Romans policiers

#### Série Southern Sisters Mysteries
- Murder on A Girls' Night Out (1996)
- Murder on A Bad Hair Day (1996)
- Murder Runs in the Family (1997)
- Murder Makes Waves (1997)
- Murder Gets A Life (1998)
- Murder Shoots the Bull (1999)
- Murder Carries A Torch (2000)
- Murder Boogies with Elvis (2001)

## Prix et distinctions notables
- Prix Agatha du meilleur premier roman en 1996 pour Murder On A Girl's Night Out.